# Катангский ботинок

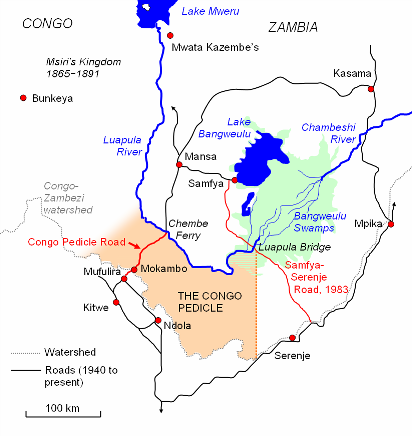
Процесс установления границы.

Замбия и «Катангский ботинок».

Катангский ботинок (фр. Botte du Katanga, англ. Katanga boot), также Катангская / Конголезская / Заирская ножка — юго-восточный выступ провинции Верхняя Катанга (Демократическая Республика Конго), который упирается в Замбию. 

## Возникновение
В 1880-х годах с севера в Катангу проникли бельгийцы, а в 1890-х с юга — британцы. В результате двухсторонних переговоров и соглашений с Королевством Йеке была определена граница между колониальными владениями двух европейских государств. В итоге Катанга была поделена с линии река Луапула — озера Мверу до водораздела Конго/Замбези. С этого момента вся территория непосредственно к востоку от линии север-юг, проходящей через Ндолу, стала частью Северной Родезии. Остальные земли вошли в состав Бельгийского Конго.
Данный регион является одним из примеров «произвольной границы», определённой европейцами в Африке во время раздела континента, которые не учитывали территории расселения африканских народностей.

## Проблемность
В 1911—1914 годах обострился вопрос вокруг «сапога», поскольку пограничная река Луапула местами имеет несколько рукавов, образующих многочисленные острова и болота, причём главный рукав может меняться в зависимости от сезона и уровня воды. Особенно это касается территории к югу от озера Бангвеулу, где болота и затопленные луга иногда достигали ширины десятков километров, пересекая в различных местах линию границы.
Данная проблема в постколониальный период привела к спорам между независимыми ДРК и Замбией из-за принадлежности минеральных ресурсов региона.
Для Замбии «сапог» стал проблемой стратегического характера: он усложнил и удлинил сообщение между западной и восточной частями государства, увеличив протяжённость границы с нестабильным соседом.